# Dario Šimić
Dario Šimić (ur. 21 listopada 1975 roku w Zagrzebiu) – chorwacki piłkarz który występował na pozycji środkowego obrońcy. W latach 1996–2008 stukrotnie wystąpił w reprezentacji Chorwacji.
Brązowy medalista Mistrzostw Świata w 1998 roku oraz Uczestnik Mistrzostw Świata w 2002 oraz 2006 roku. Uczestnik Mistrzostw Europy w 1996, 2004 i 2008
W swojej karierze występował w takich klubach jak: A.C. Milan, Inter Mediolan, Dinamo Zagrzeb czy AS Monaco. Jego brat - Josip także jest zawodowym piłkarzem.

## Przebieg kariery
Dario Šimić jest wychowankiem chorwackiego Dinama Zagrzeb. Profesjonalną karierę zaczął w wieku siedemnastu lat, w 1992 roku. Spędził tam sześć i pół sezonu wygrywając pięciokrotnie Chorwacką Ekstraklasę. W 1998 roku zagrał w mistrzostwach świata i zdobył tam brązowy medal.
W lipcu 1998 roku przeszedł za 11 milionów euro do Interu Mediolan. Nie osiągnął tam znaczących sukcesów, więc latem 2002 roku w zamian za Ümita Davalę oraz 5 milionów euro odszedł do A.C. Milan.
Sześć lat spędzonych w Milanie to pasmo sukcesów. Już w pierwszym sezonie zdobył Ligę Mistrzów, Puchar Włoch i Superpuchar Włoch. Potem zdobył jeszcze m.in. mistrzostwo Włoch (2004), ponownie Puchar Mistrzów (2007) i Superpuchar Włoch (2004). Latem 2008 roku odszedł za darmo do AS Monaco.
W klubie ze stolicy księstwa zadebiutował 23 sierpnia na Stade Louis II w meczu z SM Caen (zakończonym wynikiem 1:1), w którym to zaliczył asystę.
W meczu z Polską podczas Euro 2008 zaliczył 99. występ w reprezentacji narodowej. Aby Dario mógł dobrnąć do „setki” selekcjoner Slaven Bilić powołał go na towarzyski mecz ze Słowenią (20 sierpnia 2008 roku). Šimić wyszedł jako kapitan w tym spotkaniu, by po przerwie zastąpił go Ivica Križanac. To był ostatni mecz rekordzisty w reprezentacji.

## Sukcesy piłkarskie

### Dinamo Zagrzeb
- Mistrzostwo Chorwacji: 1993, 1996, 1997, 1998 i 1999
- Puchar Chorwacji: 1994, 1996, 1997 i 1998

### AC Milan
- Mistrzostwo Włoch: 2004
- Wicemistrzostwo Włoch: 2005 i 2006
- Puchar Włoch: 2003
- Superpuchar Włoch: 2004
- Puchar Mistrzów: 2003 i 2007
- Finał Pucharu Mistrzów: 2005
- Superpuchar Europy: 2003

### Reprezentacja Chorwacji
- Brązowy medal Mistrzostw Świata 1998
- Starty w Euro 1996 (ćwierćfinał), Euro 2004 (runda grupowa), Euro 2008 (ćwierćfinał)
- Starty w Mistrzostw Świata 1998 (3. miejsce), Mundialu 2002 (faza grupowa), Mundialu 2006 (faza grupowa)
- 100 meczów w reprezentacji (rekord)
- Jest wielokrotnym kapitanem reprezentacji

## Odznaczenia
- Order Chorwackiej Koniczyny (1998)[1]